# Philippe de Rémi (Dichter)
 Philippe de Rémi (auch: Remy; * 1210; † 1265) war ein altfranzösischer Dichter. Er war der Vater des Juristen  Philippe de Beaumanoir.

## Leben und Werk
Philippe de Rémi Vater wurde von der Forschung erst in jüngster Zeit von seinem Sohn getrennt, dem Juristen Philippe de Beaumanoir, dem man traditionell auch die Werke des Vaters zuschrieb. Er ist der Verfasser zweier realistischer Romane, Jehan et Blonde und La Manekine. La Manekine entgeht dem väterlichen Inzest nur dadurch, dass sie sich eine Hand abschlägt, die ihr dank eines heiligmäßigen Lebens auf wundersame Weise wieder hergestellt wird. Jehan et Blonde fällt auf durch das Missverhältnis zwischen dem armen Ritter und der reichen Erbin sowie durch eine breite Palette von Sprachspielereien und Unsinnspoesie (Fatrasie).

## Werke

### Gesamtausgabe
- Oeuvres poétiques de Philippe de Remi, sire de Beaumanoir. Hrsg. Hermann Suchier. 2 Bde. F. Didot, Paris 1884–1885.

### Jehan et Blonde
- Jehan et Blonde. Roman du XIIIe siècle. Hrsg. Sylvie Lécuyer. H. Champion, Paris 1984.
- Jehan et Blond. Poems and Songs. Hrsg. Barbara N. Sargent-Baur.  Rodopi, Amsterdam 2001. (mit Übersetzung ins Englische)

### La Manekine
- Roman de la Manekine. Hrsg. Francisque Michel. Maulde et Renou, Paris 1840.
- Le roman de la Manekine. Hrsg. Barbara N. Sargent-Baur. Rodopi, Amsterdam 1999. (mit Übersetzung ins Englische)
- La Manekine. Hrsg. Marie-Madeleine Castellani. H. Champion, Paris 2012. (mit Übersetzung ins Neufranzösische)
- (neufranzösisch) La Manekine. Roman du XIIIe siècle. Stock, Paris 1980, 1995. (übersetzt von Christiane Marchello-Nizia, Vorwort von Donatien Laurent)